# امباکیرانو
امباکیرانو (به لاتین: Ambakirano) یک سکونتگاه مسکونی در ماداگاسکار است که در دیانا (ماداگاسکار) واقع شده‌است.

## خصوصیات
امباکیرانو ۱۶٬۰۰۰ نفر جمعیت دارد و ۲۲۲ متر بالاتر از سطح دریا واقع شده‌است.